# Indie na Letních olympijských hrách 1968
Indie se účastnila Letní olympiády 1968 v Mexiku.

## Medailisté
| Medaile | Jméno | Sport         | Soutěž      |
| ------- | --- | ------------- | ----------- |
| Bronz   | Rajendra Christy Gurbux Singh Prithipal Singh Ajitpal Singh Balbir Singh I Balbir Singh II John Peter Harbinder Singh Inder Singh Tarsem Singh Munir Sait Perumal Krishnamurthy Harmik Singh Balbir Singh III Inamur Rehman | Pozemní hokej | turnaj mužů |